# Élections législatives de 2017 en Tarn-et-Garonne
Les élections législatives françaises de 2017 se déroulent les 11 et 18 juin 2017. Dans le département de Tarn-et-Garonne, deux députés sont à élire dans le cadre de deux circonscriptions.

Logo de l'élection

## Élus
| Circonscription | Député sortant  | Parti | Parti | Groupe | Député élu ou réélu | Parti | Parti | Groupe |
| --------------- | --------------- | ----- | ----- | ------ | ------------------- | ----- | ----- | ------ |
| 1re             | Valérie Rabault |       | PS    | SER    | Valérie Rabault     |       | PS    | NG     |
| 2e              | Sylvia Pinel    |       | PRG   | RRDP   | Sylvia Pinel        |       | PRG   | NI     |

## Contexte

### Rappel des résultats départementaux des élections de 2012
| Parti          | Parti                             | Premier tour | Premier tour | Second tour | Second tour | Sièges |
| Parti          | Parti                             | Voix         | %            | Voix        | %           | Sièges |
| -------------- | --------------------------------- | ------------ | ------------ | ----------- | ----------- | ------ |
|                | Parti radical de gauche           | 22 888       | 21,09        | 30 445      | 29,00       | 1      |
|                | Parti socialiste                  | 20 657       | 19,04        | 29 270      | 27,88       | 1      |
|                | Europe Écologie Les Verts         | 3 421        | 3,15         |             |             | 0      |
|                | Divers gauche dont MRC            | 1 237        | 1,14         | 0           |             |        |
|                | Majorité présidentielle           | 48 203       | 44,42        | 59 715      | 56,89       | 2      |
|                |                                   |              |              |             |             |        |
|                | Union pour un mouvement populaire | 27 178       | 25,05        | 24 841      | 23,66       | 0      |
|                | Divers droite dont DLR et PCD     | 5 837        | 5,38         |             |             | 0      |
|                | Nouveau centre                    | 266          | 0,25         | 0           |             |        |
|                | Droite parlementaire              | 33 281       | 30,68        | 24 841      | 23,66       | 0      |
|                |                                   |              |              |             |             |        |
|                | Front national                    | 18 272       | 16,84        | 20 417      | 19,45       | 0      |
|                | Front de gauche                   | 6 311        | 5,82         |             |             | 0      |
|                | Mouvement démocrate               | 1 071        | 0,99         | 0           |             |        |
|                | Extrême gauche dont LO            | 496          | 0,46         | 0           |             |        |
|                | Divers écologiste dont AÉI        | 457          | 0,42         | 0           |             |        |
|                | Divers                            | 414          | 0,38         | 0           |             |        |
|                |                                   |              |              |             |             |        |
| Inscrits       | Inscrits                          | 175 409      | 100,00       | 175 401     | 100,00      | 2      |
| Abstentions    | Abstentions                       | 64 795       | 36,94        | 64 657      | 36,86       |        |
| Votants        | Votants                           | 110 614      | 63,06        | 110 744     | 63,14       |        |
| Blancs et nuls | Blancs et nuls                    | 2 109        | 1,91         | 5 771       | 5,21        |        |
| Exprimés       | Exprimés                          | 108 505      | 98,09        | 104 973     | 94,79       |        |

### Résultats de l'élection présidentielle de 2017 par circonscription
| Circonscription | 1er tour | 1er tour | 1er tour | 1er tour  |         | 2d tour | 2d tour |
| Circonscription | Macron   | Le Pen   | Fillon   | Mélenchon | Macron  | Le Pen  |         |
| --------------- | -------- | -------- | -------- | --------- | ------- | ------- | ------- |
| Circonscription |          |          |          |           |         |         |         |
| 1re             | 21,53 %  | 24,24 %  | 18,94 %  | 19,35 %   | 60,87 % | 39,13 % |         |
| 2e              | 19,81 %  | 29,06 %  | 16,51 %  | 18,62 %   | 54,31 % | 45,69 % |         |

## Positionnement des partis
Le PS laisse le PRG présenter son candidat dans le 2e circonscription et le PRG laisse le PS présenter son candidat dans la 1re circonscription. LREM ne présente pas de candidat face à Sylvia Pinel (PRG) dans la deuxième circonscription ce qu'elle prend ouvertement pour un soutien[réf. nécessaire].

## Résultats

### Analyse
Le FN arrive en tête du 1er tour au niveau départemental mais ne fait élire aucun député. Seul un candidat FN est présent au second tour, dans la deuxième circonscription.
Aucun candidat LR n'arrive au second tour et les deux députés sortantes sont réélues.

### Résultats à l'échelle du département
|                                                     |                           |                           |                           |                          |                          |  |
|                                                     |                           | Premier tour 11 juin 2017 | Premier tour 11 juin 2017 | Second tour 18 juin 2017 | Second tour 18 juin 2017 |  |
|                                                     |                           |                           |                           |                          |                          |  |
|                                                     |                           | Nombre                    | % des inscrits            | Nombre                   | % des inscrits           |  |
| Inscrits                                            | Inscrits                  | 183 303                   | 100,00                    | 183 298                  | 100,00                   |  |
| Abstentions                                         | Abstentions               | 87 039                    | 47,48                     | 97 152                   | 53,00                    |  |
| Votants                                             | Votants                   | 96 264                    | 52,52                     | 86 146                   | 47,00                    |  |
|                                                     |                           |                           | % des votants             |                          | % des votants            |  |
| Bulletins blancs                                    | Bulletins blancs          | 2 160                     | 2,24                      | 7 208                    | 3,93                     |  |
| Bulletins nuls                                      | Bulletins nuls            | 1 083                     | 1,13                      | 3 864                    | 2,11                     |  |
| Suffrages exprimés                                  | Suffrages exprimés        | 93 021                    | 96,63                     | 75 074                   | 87,15                    |  |
|                                                     |                           |                           |                           |                          |                          |  |
| Étiquette politique                                 | Étiquette politique       | Voix                      | % des exprimés            | Voix                     | % des exprimés           |  |
|                                                     |                           |                           |                           |                          |                          |  |
|                                                     | Front national            | 17 952                    | 19,30                     | 17 230                   | 22,95                    |  |
|                                                     | Les Républicains          | 16 075                    | 17,28                     |                          |                          |  |
|                                                     | La République en marche   | 13 802                    | 14,84                     | 16 393                   | 21,84                    |  |
|                                                     | Parti radical de gauche   | 12 440                    | 13,37                     | 21 398                   | 28,50                    |  |
|                                                     | La France insoumise       | 11 643                    | 12,52                     |                          |                          |  |
|                                                     | Parti socialiste          | 8 892                     | 9,56                      | 20 053                   | 26,71                    |  |
|                                                     | Écologiste                | 3 618                     | 3,89                      |                          |                          |  |
|                                                     | Divers gauche             | 2 749                     | 2,96                      |                          |                          |  |
|                                                     | Parti communiste français | 2 145                     | 2,31                      |                          |                          |  |
|                                                     | Divers                    | 1 057                     | 1,14                      |                          |                          |  |
|                                                     | Extrême droite            | 877                       | 0,94                      |                          |                          |  |
|                                                     | Debout la France          | 673                       | 0,72                      |                          |                          |  |
|                                                     | Extrême gauche            | 590                       | 0,63                      |                          |                          |  |
|                                                     | Divers droite             | 508                       | 0,55                      |                          |                          |  |
| Source : Ministère de l'Intérieur - Tarn-et-Garonne |                           |                           |                           |                          |                          |  |

### Résultats par circonscription

#### Première circonscription
Député sortant : Valérie Rabault (Parti socialiste).
|                                                                                 |                                                                               |                           |                           |                          |                          |
|                                                                                 |                                                                               | Premier tour 11 juin 2017 | Premier tour 11 juin 2017 | Second tour 18 juin 2017 | Second tour 18 juin 2017 |
|                                                                                 |                                                                               |                           |                           |                          |                          |
|                                                                                 |                                                                               | Nombre                    | % des inscrits            | Nombre                   | % des inscrits           |
| Inscrits                                                                        | Inscrits                                                                      | 89 975                    | 100,00                    | 89 978                   | 100,00                   |
| Abstentions                                                                     | Abstentions                                                                   | 41 352                    | 45,96                     | 48 211                   | 53,58                    |
| Votants                                                                         | Votants                                                                       | 48 623                    | 54,04                     | 41 767                   | 46,42                    |
|                                                                                 |                                                                               |                           | % des votants             |                          | % des votants            |
| Bulletins blancs                                                                | Bulletins blancs                                                              | 805                       | 1,66                      | 3 428                    | 8,21                     |
| Bulletins nuls                                                                  | Bulletins nuls                                                                | 389                       | 0,80                      | 1 893                    | 4,53                     |
| Suffrages exprimés                                                              | Suffrages exprimés                                                            | 47 429                    | 97,54                     | 36 446                   | 87,26                    |
|                                                                                 |                                                                               |                           |                           |                          |                          |
| Candidat Étiquette politique (partis et alliances)                              | Candidat Étiquette politique (partis et alliances)                            | Voix                      | % des exprimés            | Voix                     | % des exprimés           |
|                                                                                 |                                                                               |                           |                           |                          |                          |
|                                                                                 | Pierre Mardegan La République en marche                                       | 13 801                    | 29,10                     | 16 300                   | 44,72                    |
|                                                                                 | Valérie Rabault (députée sortante) Parti socialiste (Parti radical de gauche) | 8 891                     | 18,75                     | 20 146                   | 55,28                    |
|                                                                                 | Thierry Viallon Front national                                                | 8 113                     | 17,11                     |                          |                          |
|                                                                                 | Thierry Deville Les Républicains (Union des démocrates et indépendants)       | 7 480                     | 15,77                     |                          |                          |
|                                                                                 | Marie Nadal La France insoumise                                               | 5 348                     | 11,28                     |                          |                          |
|                                                                                 | Rodolphe Portoles Parti communiste français                                   | 1 155                     | 2,44                      |                          |                          |
|                                                                                 | Guillaume Arnaud Europe Écologie Les Verts                                    | 1 112                     | 2,34                      |                          |                          |
|                                                                                 | Martine Baudoz Debout la France                                               | 673                       | 1,42                      |                          |                          |
|                                                                                 | Sandy Rivière Écologiste (Mouvement 100% - Rassemblement Eco-Citoyen)         | 298                       | 0,63                      |                          |                          |
|                                                                                 | Richard Blanco Lutte ouvrière                                                 | 293                       | 0,62                      |                          |                          |
|                                                                                 | Alexia Salgues Divers (Union populaire républicaine)                          | 265                       | 0,56                      |                          |                          |
| Source : Ministère de l'Intérieur - Première circonscription de Tarn-et-Garonne |                                                                               |                           |                           |                          |                          |

#### Deuxième circonscription
Député sortant : Sylvia Pinel (Parti radical de gauche).
|                                                                                 | |                           |                           |                          |                          |
|                                                                                 | | Premier tour 11 juin 2017 | Premier tour 11 juin 2017 | Second tour 18 juin 2017 | Second tour 18 juin 2017 |
|                                                                                 | |                           |                           |                          |                          |
|                                                                                 | | Nombre                    | % des inscrits            | Nombre                   | % des inscrits           |
| Inscrits                                                                        | Inscrits | 93 344                    | 100,00                    | 93 329                   | 100,00                   |
| Abstentions                                                                     | Abstentions | 45 717                    | 48,98                     | 48 859                   | 52,35                    |
| Votants                                                                         | Votants | 47 627                    | 51,02                     | 44 470                   | 47,65                    |
|                                                                                 | |                           | % des votants             |                          | % des votants            |
| Bulletins blancs                                                                | Bulletins blancs | 1 354                     | 2,84                      | 3 693                    | 8,30                     |
| Bulletins nuls                                                                  | Bulletins nuls | 692                       | 1,45                      | 2 149                    | 4,83                     |
| Suffrages exprimés                                                              | Suffrages exprimés | 45 581                    | 95,70                     | 38 628                   | 86,86                    |
|                                                                                 | |                           |                           |                          |                          |
| Candidat Étiquette politique (partis et alliances)                              | Candidat Étiquette politique (partis et alliances)                                                                         | Voix                      | % des exprimés            | Voix                     | % des exprimés           |
|                                                                                 | |                           |                           |                          |                          |
|                                                                                 | Sylvia Pinel (députée sortante) Parti radical de gauche (Parti socialiste - Génération écologie - Majorité présidentielle) | 12 450                    | 27,31                     | 21 398                   | 55,40                    |
|                                                                                 | Romain Lopez Front national                                                                                                | 9 857                     | 21,63                     | 17 230                   | 44,60                    |
|                                                                                 | Mathieu Albugues Les Républicains (Union des démocrates et indépendants)                                                   | 8 579                     | 18,82                     |                          |                          |
|                                                                                 | Ivan Jacquemard La France insoumise                                                                                        | 6 282                     | 13,78                     |                          |                          |
|                                                                                 | Thierry Hamelin Divers gauche                                                                                              | 2 742                     | 6,02                      |                          |                          |
|                                                                                 | Dominique Parcellier Europe Écologie Les Verts                                                                             | 1 661                     | 3,64                      |                          |                          |
|                                                                                 | Françoise Tardin Parti communiste français                                                                                 | 986                       | 2,16                      |                          |                          |
|                                                                                 | Pierre Verdier Extrême droite (Union des Patriotes)                                                                        | 875                       | 1,92                      |                          |                          |
|                                                                                 | Véronique Hoarau Écologiste (Mouvement écologiste indépendant - Confédération pour l'homme, l'animal et la planète)        | 548                       | 1,20                      |                          |                          |
|                                                                                 | Frédéric Jean-Avallone Divers droite (La France qui ose)                                                                   | 511                       | 1,12                      |                          |                          |
|                                                                                 | Élodie Montemont Divers (Union populaire républicaine)                                                                     | 433                       | 0,95                      |                          |                          |
|                                                                                 | Cédric Levieux Divers (Parti pirate)                                                                                       | 337                       | 0,74                      |                          |                          |
|                                                                                 | Anne Bourguignon Lutte ouvrière                                                                                            | 299                       | 0,66                      |                          |                          |
|                                                                                 | Kévin Fermine Divers (Union des Forces Citoyennes Républicaines)                                                           | 21                        | 0,05                      |                          |                          |
| Source : Ministère de l'Intérieur - Deuxième circonscription de Tarn-et-Garonne | |                           |                           |                          |                          |